# Ronny Krappmann

Ronny Krappmann 2010

Ronny Krappmann (* 19. November 1969 in Stollberg/Erzgeb.) ist ein deutscher Moderator, Sprecher und Sänger.

## Leben
Krappmann moderiert seit 1993 für das MDR-Fernsehen, den RBB-Hörfunk, MDR 1 Radio Sachsen und ist auch als Moderator sowie Off-Stimme für die ARD und den MDR tätig.
Seine Stimme ist im deutschen Fernsehen und Hörfunk, sowie als Werbesprecher für Kino- und Radiowerbung, in Filmen für ARD, MDR bzw. ARTE oder als Erzähler von Hörbuchgeschichten zu hören.
Ronny Krappmann ist seit 1997 auch Sänger, der seinen Durchbruch im Jahre 2000 mit „Flammen der Liebe“ hatte. Als Sänger setzt er auf den Sound der 1980er Jahre und arbeitet mit dem deutschen Autoren- und Produzententeams Andreas Goldmann und Heike Fransecky zusammen.
Er hatte einen Sohn und lebt in Dresden.

## Moderation

### Fernsehen
- Rad ab...!, 1999
- Spassstrasse, 2004
- Langer Samstag, 2005
- Einfach Herzenssache, 2009

### Radio
- Antenne Sachsen: Guten Morgen Sachsen, Antenne Boulevard (von 1993 bis 1998)
- RBB Antenne Brandenburg: Antenne Regionaljournal, Lollipop, Hallo Brandenburg (seit 2006)
- MDR 1 Radio Sachsen: Musik nach Tisch (seit 2008)
- MDR Sachsen / ARD-Hitnacht

## Diskographie

### Alben
- Was ich fühl (2004)
- Solang Du träumst (2002)
- Wehrlos (2000)

### Singles
- Niemandsland (2017)
- Marathon (nach Avalon) (2014)
- Kalt wie Eis (2010)
- Wand an Wand (2010)
- Ich lass dich los (2009)
- Ich suche nichts (2009)
- Versteck dich nicht (Rien ne va plus) (2008)
- Zwischen Glück und Tränen (2007)
- Frag nicht nach Ihr (2007)
- Du bist das Ziel auf meiner Reise (2007)
- In einem anderen Leben (2006)
- Wo ist dein Stern (2005)
- C’est la vie (2005)
- Was ich fühl (2005)
- Schau in dein Herz (2004)
- Liebe kann man nicht teilen (2003)
- Fantasy (2003)
- Stärker als die Nacht (2003)
- Ich wünschte, du wärst jetzt bei mir (2002)
- Du kommst zurück (2002)
- Du wirst sehn (2002)
- Etwas das uns bleibt (2000)
- Flammen der Liebe (Flames of love) (2000)
- So wie du (1999)
- Schenk’ mir die Sonne (1999)
- Nur der Wind kennt deinen Namen (1998)
- Sie blieb für einen Sommer (1997)
- Wie ein Schmetterling im Wind (1997)